# سندرم هورنر

تفاوت اندازه مردمک ها در یک فرد با نشانگان هورنر

سندرم هورنر (به انگلیسی: Horner's syndrome) بیماری است که درگیری مسیر سمپاتیک باعث ایجاد این سندروم می‌شود. در این سندرم مردمک‌تنگی یکطرفه، افتادگی پلک و گاه کاهش تعریق صورت داریم.

## بیماریزایی
در این بیماری درگیری مسیر سمپاتیک موجب میوز یک‌طرفه (به‌علت فلج عضله متسع‌کننده مردمک)، پتوز یک‌طرفه (فلج عضله تارسال فوقانی) و فقدان تعریق در همان سمت صورت و گردن می‌شود. پس این بیماران میوز دارد چون عضلهٔ گشاد کنندهٔ مردمک از کار می‌افتد، پتوز دارند چون عضلهٔ تارسال فوقانی از کار می‌افتد و انهیدروز دارند چون تعریق وابسته به سیستم سمپاتیک است و واسطهٔ شیمیایی تحریک آن هم استیل کولین است.